# Эрл, Хобарт
Хобарт Эрл (англ. Hobart Earle; род. 1960, Каракас) — американский дирижёр. Заслуженный артист Украины (1994). Народный артист Украины (2013).

## Образование
Хобарт Эрл родился в Венесуэле, в семье американцев, где его отец, бизнесмен, занимался страховым делом, а мать работала хормейстером. Выпускник Великобританской школы «Гордонстон» в Шотландии, и Лондонского Тринити-колледжа. В школьные годы играл на кларнете и начал пробовать себя как дирижёр. В 1983 году окончил Музыкальный факультет Принстонского университета, где изучал композицию, музыкальный анализ и теории у Милтона Бэббита, Эдуарда Коуна и Клаудио Списа, а также дирижирование под руководством Майкла Пратта, теперь называющего его прирождённым дирижёром, которого не пришлось многому учить. В дальнейшем Эрл занимался в Тэнглвудском музыкальном центре у Леонарда Бернстайна и Сэйдзи Одзавы и стажировался в Венской академии музыки у Карла Эстеррайхера.

## Карьера
В 1987 г. основал в Вене камерный оркестр, специализировавшийся на исполнении американской музыки в Австрии и австрийской музыки в США. С этим коллективом осуществил ряд записей и несколько мировых премьер.
С 1991 г. живёт и работает в Одессе, художественный руководитель и главный дирижёр Одесского филармонического оркестра. Впервые оказавшись в Одессе с гастролями своего венского коллектива, Эрл был приглашён сперва выступить с местным оркестром, а затем и возглавить его. Первоначальный оклад Эрла составлял сумму, эквивалентную 50 долларам США, а общение с оркестрантами происходило через посредство альтиста-кубинца, к которому Эрл обращался по-испански, а тот переводил для остальных на русский. Под руководством Эрла оркестр, прежде имевший исключительно региональное значение, был выведен на международный уровень, дебютировав на международной сцене весной 1992 года на фестивале американской музыки в Брегенце (Австрия), а 30 ноября 1993 года впервые в своей истории выступил в Карнеги-холле. Эрл значительно обновил репертуар оркестра, введя в него сочинения британских композиторов (в частности, Эдварда Элгара и Густава Холста), позднюю венскую классику (под управлением Хобарта оркестр, в частности, впервые исполнил Вторую, Третью, Шестую и Девятую симфонии Густава Малера), американскую музыку. В то же время Эрл уделяет внимание популяризации украинской академической музыки: им, в частности, записаны диски с произведениями Николая Колессы, Мирослава Скорика, Евгения Станковича.
Маэстро Эрл с Национальным одесским филармоническим оркестром выступали в лучших концертных залах 15 стран мира (в том числе Карнеги Холл, Нью-Йорк; Кеннеди Центр, Вашингтон; Мюзикферайн, Вена; Барбикен Холл, Лондон, Академия им. Ф. Листа, Будапешт, Филармония, Кёльн; Большой зал Московской консерватории, зал Генеральной Ассамблеи ООН; Национальная Аудитория, Мадрид, и другие).
Хобарт Эрл дирижировал Венским камерным оркестром, Венским симфоническим оркестром Тонкюнстлер, Orchestra della Toscana (Италия), Orchestra Sinfonica Siciliana (Италия), Bilbao Symphony Orchestra (Испания), Noord Nederlands Orkest (Голландия), Афинским государственным симфоническим оркестром, Симфоническим оркестром Датского радио, симфоническим оркестром Краковской филармонии, Sinfonia Iuventus (Варшава), Jerusalem Symphony Orchestra, Российским национальным оркестром, Государственным академическим симфоническим оркестром им. Е.Ф. Светланова, Государственным симфоническим оркестром «Новая Россия» с Юрием Башметом, Московским государственным академическим симфоническим оркестром, Симфоническим оркестром Москвы «Русская филармония», Академическим симфоническим оркестром Санкт-Петербургской филармонии, Симфоническим оркестром города Тайбэй и другими. Список оркестров, которыми маэстро Эрл дирижировал в Соединенных Штатах, включая Delaware Philharmonic, Florida Philharmonic, Buffalo Philharmonic, North Carolina Symphony, San Diego Chamber Orchestra, Miami Symphony, Orchestra of the Americas.

## Флешмоб на «Привозе»
22 марта 2014 года музыканты Национального Одесского филармонического оркестра и хор под руководством Хобарта Эрла устроили флешмоб на одесском рынке «Привоз», внезапно появившись между торговыми рядами и исполнив «Оду к Радости» из Девятой симфонии Людвига ван Бетховена, являющуюся гимном Европейского Союза.

## Записи
Им были записаны произведения таких композиторов, как Николай Колесса, Мирослав Скорик, Евгений Станкович и Рейнгольд Глиер. Его исполнение 5-й симфонии Чайковского в Венской филармонии в Вене было записано Австрийским радио в прямом эфире и удостоено звания «Лучший классический альбом 2002 года» на «JPFolks Music Awards» в Голливуде, штат Калифорния. 
Его запись произведений украинского композитора Мирослава Скорика была выбрана генеральным директором фирмы «Naxos» Клаусом Хейманном в «Chairman's Choice 2014 года — любимые выпуски Naxos Клауса Хеймана». С Национальным одесским филармоническим оркестром записывался на фирме «Naxos» и «ASV», с Государственным академическим симфоническим оркестром России им. Е.Ф. Светланова — на фирме «Toccata Records» и «Naxos». 

## Награды и признание
- Народный артист Украины (27 июня 2013 года) — за значительный личный вклад в государственное строительство, социально-экономическое, научно-техническое, культурно-образовательное развитие Украины, весомые трудовые достижения и высокий профессионализм[14].
- Заслуженный артист Украины (16 марта 1994 года) — за значительный личный вклад в развитие и пропаганду украинского музыкального искусства, высокое исполнительское мастерство[15].
- Почётный знак отличия Одесского городского головы «За заслуги перед городом» (2004).
- Решением Ученого совета Одесской государственной музыкальной академии им. А.В. Неждановой ему присвоено звание «Почётный профессор ОГМА» (2007).
- В 2003 году, в рамках номинации «Народное признание», Российская ассоциация космонавтов назвала одну из звезд в созвездии Персея «Хобарт Эрл»[16].